# Чир (река)
Чир — река в Ростовской и Волгоградской областях, правый приток Дона (впадает в Цимлянское водохранилище). Одно из гипотетических мест сражения дружины князя Игоря с половцами.
Длина реки — 317 км, площадь водосборного бассейна — 9580 км². Впадает в Цимлянское водохранилище в 456 км выше устья Дона.

## Общая характеристика
Чир берёт начало на Донской гряде (выше хутора Ильичевка). В верховье Чир довольно близко подходит (километров на 15) к Дону, причем гребень водораздела приближается к Дону почти на 5 км. Западный водораздел с Калитвой также подходит почти вплотную к реке, вследствие чего правые притоки Чира имеют вид крупных балок, длиною не более 10-15 км. В дальнейшем Чир поворачивает на юго-восток и постепенно удаляется от Дона. В верхнем течении долина реки широка, неглубока и достаточно симметрична. Высота и крутизна обоих берегов одинакова, по левому берегу тянутся пески. Впадающие слева ряд длинных балок и речек (Чёрная, Кривая и Цуцкан) маловодны, но сам Чир в верховьях довольно глубок и образует хорошие плёсы. Основное направление течения с северо-запада на юго-восток. Ниже устья реки Куртлак начинается среднее течение Чира, поворачивающего прямо на юг. Здесь правый берег резко крутой до обрывистого, левый — пологий и незаметно переходит в пологие склоны водораздельной степи, покрытые подвижными песками. В среднем и нижнем течении Чир имеет значительную ширину и глубину и постоянное течение, поддерживаемое ключами, питающимися водами песчаных террас. Ниже хутора Солонецкий Чир поворачивает на восток, в районе города Суровикино — на юго-восток.

### Притоки
Основные притоки:
- р. Гусынка (п)[5]) — 262 км от устья
- р. Чёрная — (л)[5] — 246 км от устья
- р. Ильинка — (л)[5] — 228 км от устья
- р. Вербовка — (п)[5] — 222 км от устья
- р. Кривая — (л)[5] — 221 км от устья
- р. Цуцкан — (л)[5] — 194 км от устья
- р. Куртлак — (л)[5] — 160 км от устья
- р. Грязная — (п)[5] — 124 км от устья
- р. Машка — (л)[5] — 106 км от устья
- р. Берёзовая — (л)[5] — 30 км от устья
- р. Добрая* — (л)[5][6]
- р. Лиска* — (л)[5][7]

(*) — в настоящее время впадают в Чирский залив Цимлянского водохранилища.

### Гидрология
Вследствие значительного испарения в весенне-летний период, основное питание река получает в период весеннего снеготаяния. Годовой сток характеризуется обычно высоким весенним половодьем и низкой летне-осенней и зимней меженью.
| Расчётные максимальные расходы воды в м³/с, устье |

### Населённые пункты
Основные населённые пункты: станицы Каргинская, Боковская, Краснокутская, Советская, Обливская (Ростовская область), город Суровикино (Волгоградская область).

## Данные водного реестра
По данным государственного водного реестра России относится к Донскому бассейновому округу, водохозяйственный участок — Чир, без реки Чир, речной подбассейн реки — Дон между впадением Хопра и Северского Донца. Речной бассейн реки — Дон (российская часть бассейна).